# Shangzeitliche Stätte von Zhengzhou
Die Shangzeitliche Stätte von Zhengzhou (chinesisch 鄭州商代遺址 / 郑州商代遗址, Pinyin Zhèngzhōu Shāngdài yízhǐ, englisch Shang site from Zhengzhou/Zhengzhou Shang Dynasty Ruins) in der chinesischen Provinz Henan ist die größte und besterhaltene Shang-Hauptstadt. Die Stätte wurde 1952 entdeckt. Sie befindet sich auf dem Gebiet der heutigen Stadt Zhengzhou und ihren Vororten. 
Ihr Gebiet umfasste 25 Quadratkilometer. Der Umfang der shangzeitlichen Stadtmauer betrug 7 km. Innerhalb der Stadtmauer wurden Überreste von großen Gebäuden, außerhalb Werkstätten für Bronzeguss, Töpfereien u. a. sowie Gräber des Adels und des gemeinen Volkes entdeckt.
Von vielen Forschern wird sie für die Hauptstadt Bo (亳,  Bó), die erste Hauptstadt der Shang-Dynastie, gehalten.
Zu den bedeutenden Bronzefunden zählen ein viereckiges Ding und ein dreifüßiges Jia.
Die Shangzeitliche Stätte von Zhengzhou steht seit 1961 auf der Liste der Denkmäler der Volksrepublik China (1-141).